# Liste der lettischen Botschafter in Deutschland

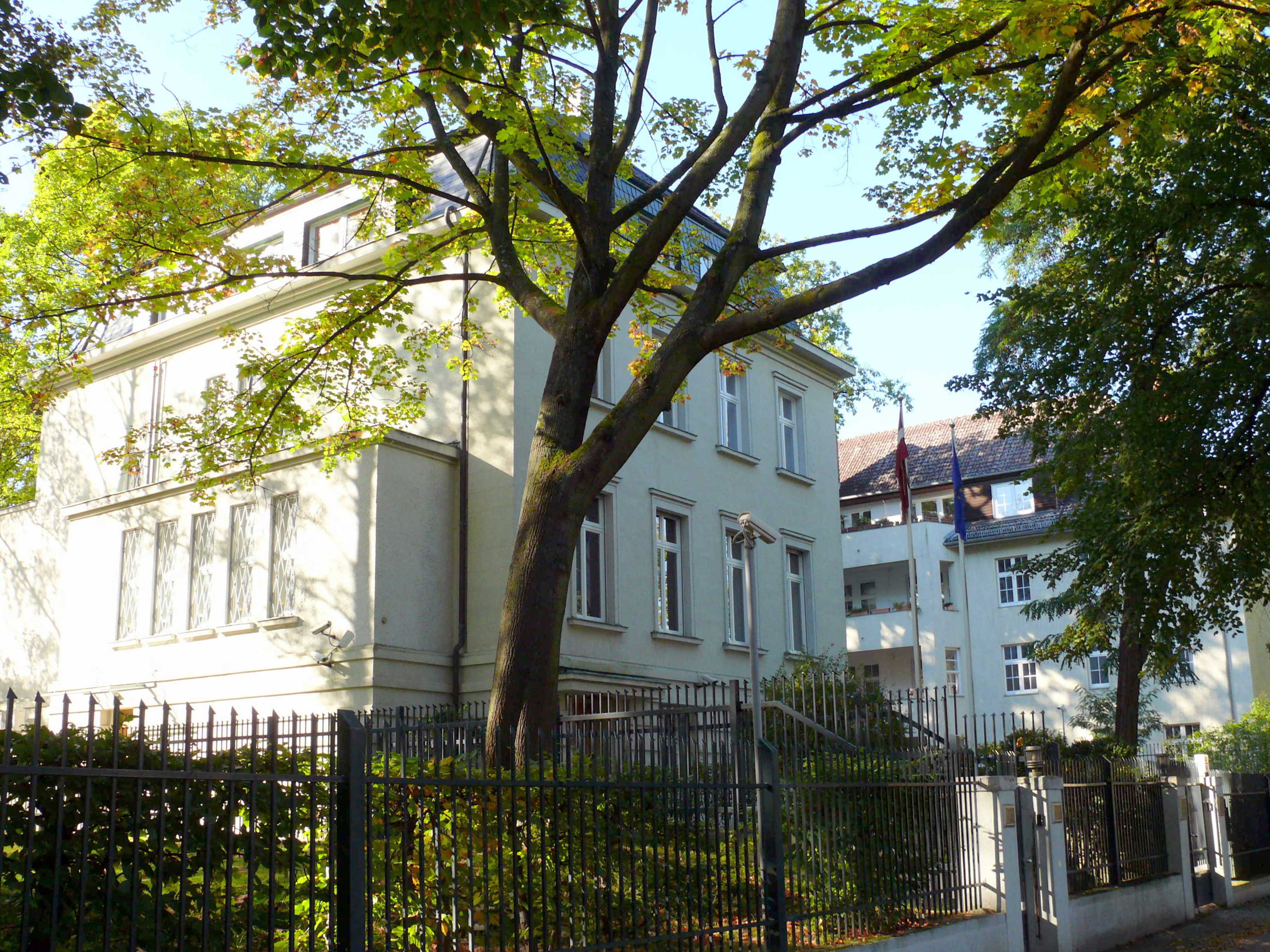
Lettische Botschaft in der Berliner Reinerzstraße (2011)

Liste der lettischen Botschafter in Deutschland.

## Missionschefs

### Lettische Gesandte imDeutschen Reich
1921: Aufnahme diplomatischer Beziehungen zum Deutschen Reich am 22. November

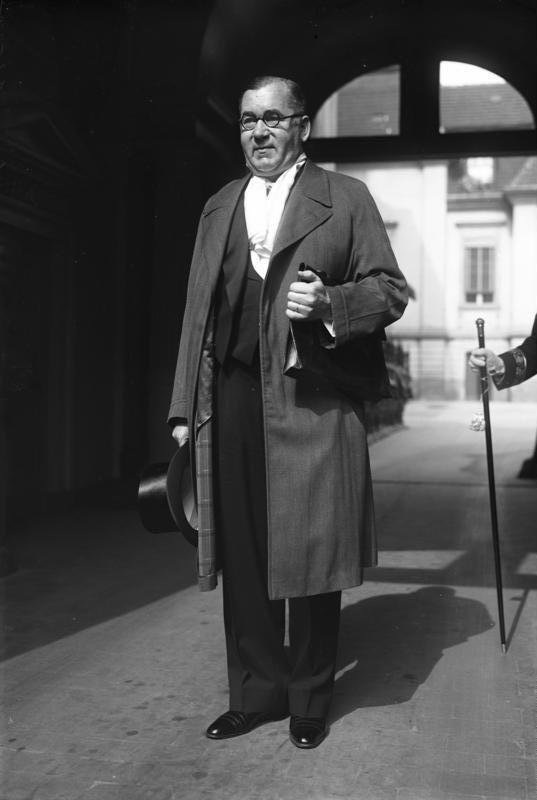
Edgars Krieviņš in Berlin (1932)

- 1921–1932: Oskars Voits (1866–1959)
- 1932–1935: Edgars Krieviņš (1884–1971)
- 1935–1938: Hugo Celmiņš (1877–1941)
- 1938–1940: Edgars Krieviņš (1884–1971)

1940: Ende der Beziehungen

### Lettische Botschafter in der BundesrepublikDeutschland
1992: Aufnahme diplomatischer Beziehungen
- 1992–1994: Egils Levits (* 1955)
- 1994–1997: Andris Ķesteris
- 1997–2002: Andris Teikmanis (* 1959)
- 2002–2008: Mārtiņš Virsis (* 1959)
- 2008–2013: Ilgvars Kļava (* 1964)
- 2013–2017: Elita Kuzma (* 1964)
- 2017–2022: Inga Skujina (* 1971)
- seit 2022: Alda Vanaga